# Коды переработки

Коды переработки — специальные знаки, применяются для обозначения материала, из которого изготовлен предмет, и упрощения процедуры сортировки перед его отправкой на переработку для вторичного использования. Такие знаки обычно ставят на батарейках, аккумуляторах, изделиях из стекла, металла, бумаги, пластмассы, изделий из органических материалов природного происхождения: древесины, пробки, джутового волокна, хлопка.
Коды переработки не говорят о вредности или отсутствии вредности маркированного пластика для здоровья человека.

## Коды переработки по типам материалов
Директива Европейского союза 94/62/EC предусматривала следующие диапазоны числовых значений для типов материалов: 1—19 — для пластмасс, 20—39 — для бумаги и картона, 40—49 — для металлов, 50—59 — для древесины, 60—69 — для тканей и 70—79 — для стекла. Сами числовые обозначения и сокращённые названия материалов определены в решении Европейской комиссии 97/129/EC. В странах Евразийского экономического союза на базе этого документа утверждён русскоязычный список материалов с соответствующими кодами.
В 1988 году Общество пластмассовой промышленности разработало коды идентификации смол (Resin Identification Codes) для сортировки различных видов пластмассовых бытовых отходов. Наиболее часто используемым в упаковках видам пластмасс были присвоены числа 1—6. Код 7 — прочие пластмассы — был введён для штатов США, в которых законодательство требовало обязательной маркировки упаковок. В 2010 году эти коды стали стандартом ASTM D7611/D7611M, Standard Practice for Coding Plastic Manufactured Articles for Resin Identification.
Согласно рекомендациям разработчиков, наносимые на упаковку коды должны быть достаточно крупными, так как её материал недостаточно ценный, чтобы тратить время на чтение мелкого кода.
Далее следуют коды, указанные в решении Европейской комиссии 97/129/EC.

### Пластмассы
| Знак | Идентификатор материала | Идентификатор материала | Описание                                        | Примеры |
| Знак | ISO 1043 (97/129/EC)    | ГОСТ 24888-81           | Описание                                        | Примеры |
| ---- | ----------------------- | ----------------------- | ----------------------------------------------- | --- |
|      | 1 PET                   | ПЭТФ                    | Полиэтилентерефталат (лавсан)                   | Полиэстер, бутылки для напитков |
|      | 2 PEHD (реже PE) (HDPE) | ПЭВП (ПЭНД, ПНД)        | Полиэтилен высокой плотности (низкого давления) | Пластиковые бутылки, пакеты, мусорные вёдра |
|      | 3 PVC                   | ПВХ                     | Поливинилхлорид                                 | Оконные рамы, бутылки для химических продуктов, покрытия для полов, изоляция (электротехника) электрических проводов, обложки для тетрадей и учебников                                                                                   |
|      | 4 PELD (LDPE)           | ПЭНП (ПЭВД, ПВД)        | Полиэтилен низкой плотности (высокого давления) | Пакеты, вёдра, трубы, крышки, пищевые емкости |
|      | 5 PP                    | ПП                      | Полипропилен                                    | Автомобильные бамперы, внутренняя отделка автомобилей, корпуса электроинструмента, упаковка из-под шоколадок, макарон, пластиковые стаканчики, пакеты                                                                                    |
|      | 6 PS                    | ПС                      | Полистирол                                      | Игрушки, одноразовая посуда, цветочные горшки, видеокассеты, чемоданы, одноразовые стаканчики |
|      | 7 O (OTHER)             |                         | Остальные виды пластика                         | Пластиковая упаковка, различные пластиковые изделия. Полиуретан, поликарбонат, полиамиды, полиакрилонитрил и др., биопластики, смесь полиэтилена высокого и низкого давления (HDPE и LDPE), смесь материалов полиолефиновой группы и др. |
|      | 8                       |                         | Свободный номер                                 | |
|      | 9 ABS                   |                         | АБС-пластик                                     | Корпуса мониторов/телевизоров и электроинструмента, кофеварки, сотовые телефоны, компьютерный пластик, распечатанные на 3D-принтере компоненты, которые не являются биопластиками, такими как PLA                                        |
|      | 10—19                   |                         | Свободные номера                                | |

### Бумага
| Знак | Идентификатор материала | Описание             | Примеры                                                        |
| ---- | ----------------------- | -------------------- | -------------------------------------------------------------- |
|      | 20 PAP (PCB)            | Гофрированный картон | Коробки от бытовой техники, продуктов, косметики               |
|      | 21 PAP                  | Прочий картон        | Открытки, обложки книг, короб-упаковка                         |
|      | 22 PAP                  | Бумага               | Журналы и газеты, конверты, бумажные пакеты, бумага для печати |
|      | 23 PBD (PPB)            | Вощёная бумага       | Упаковка для почтовых отправлений или для декора букетов       |
|      | 24—39                   | Свободные номера     |                                                                |

### Металлы
| Знак | Идентификатор материала | Другие знаки | Описание         | Примеры                                                               |
| ---- | ----------------------- | ------------ | ---------------- | --------------------------------------------------------------------- |
|      | 40 FE                   |              | Сталь            | Банки из-под сгущённого молока, кофе, консервов, некоторых марок пива |
|      | 41 ALU                  |              | Алюминий         | Алюминиевые банки. Тюбики для крема                                   |
|      | 42—49                   |              | Свободные номера |                                                                       |

### Органические материалы природного происхождения
| Знак | Идентификатор материала | Описание         | Примеры                                                                   |
| ---- | ----------------------- | ---------------- | ------------------------------------------------------------------------- |
|      | 50 FOR                  | Древесина        |                                                                           |
|      | 51 FOR                  | Пробка           | Бутылочные пробки, подставки для горячих чашек/тарелок, стельки, поплавки |
|      | 52—59                   | Свободные номера |                                                                           |
|      | 60 TEX (COT)            | Хлопок           | Вата                                                                      |
|      | 61 TEX                  | Джутовое волокно | Мешки, канаты                                                             |
|      | 62—69                   | Свободные номера |                                                                           |

### Стекло
| Знак   | Идентификатор материала | Описание                            | Примеры                                                         |
| ------ | ----------------------- | ----------------------------------- | --------------------------------------------------------------- |
|        | 70 GL                   | Бесцветное стекло                   | Прозрачное стекло                                               |
|        | 71 GL                   | Зелёное стекло                      | Используется в производстве бутылок                             |
|        | 72 GL                   | Коричневое стекло                   | Используется в производстве бутылок и баночек для эфирных масел |
| 73 GLS | 73 GL                   | бутылочное стекло тёмно- коричневое | Используется в производстве бутылок                             |
| 74 GLS | 74 GL                   | Бутылочное стекло светло-коричневое | Используется в производстве бутылок                             |
| 75 GLS | 75 GL                   | Стекло с малым содержанием свинца   | Используется в современных телевизорах и электронных приборах   |
| 76 GLS | 76 GL                   | Хрусталь                            | Используется в хрустальной посуде                               |
| 77 GLS | 77 GL                   | Стекло, покрытое медью              | Используется в электронике, часах                               |
| 78 GLS | 78 GL                   | Стекло, покрытое серебром           | Используется в зеркале, посуде для сервировки                   |
|        | 79 GL                   | Позолоченное стекло                 | Используется в посуде для сервировки                            |

### Композиционные материалы
| Знак | Идентификатор материала | Описание                                     | Примеры |
| ---- | ----------------------- | -------------------------------------------- | --- |
| 80   | 80                      | Бумага (картон) / различные материалы        | Упаковка от бургеров в Бургер Кинге                                                                                             |
|      | 81 PapPet               | Бумага (картон) / пластик                    | Упаковки для кондитерских изделий, упаковка некоторых видов молока (тетрапак)                                                   |
| 82   | 82                      | Бумага (картон) / алюминий                   | Упаковка — картонный тубус, покрытый алюминий-содержащей плёнкой                                                                |
| 83   | 83                      | Бумага (картон) / белая жесть                | |
|      | 84 C/PAP                | Бумага (картон) / пластик / алюминий         | Упаковки для сока (тетрапак), упаковка от чипсов «Pringles», коробки от сухих смесей Nutrilon                                   |
| 85   | 85                      | Бумага (картон) / пластик / алюминий / жесть | |
|      | 86                      | Свободный номер                              | |
|      | 87                      | Биоразлагаемый пластик                       | Используется для ламината, закладки, визитки, флаеры/листовки                                                                   |
|      | 88—89                   | Свободные номера                             | |
| 90   | 90                      | Пластик / алюминий                           | Антистатические пакеты, упаковка еды быстрого приготовления, металлизированные пакеты, пробки с пластмассовой втулкой-вкладышем |
| 91   | 91                      | Пластик / белая жесть                        | Крышка баночек — основа из жести, изнутри покрытая пластиком, обеспечивающим герметизацию                                       |
| 92   | 92                      | Пластик / различные металлы                  | Упаковка |
|      | 93—94                   | Свободные номера                             | |
| 95   | 95                      | Стекло / пластик                             | |
| 96   | 96                      | Стекло / алюминий                            | |
| 97   | 97 C/GL                 | Стекло / белая жесть                         | |
| 98   | 98 C/GL                 | Стекло / различные металлы                   | Банка из-под растворимого кофе с крышкой-клапаном, содержащей фольгу                                                            |
|      | 99—100                  | Свободные номера                             | |

## Прочие коды

### Батареииаккумуляторы
| Знак | Идентификатор материала | Описание                            | Примеры                                                     |
| ---- | ----------------------- | ----------------------------------- | ----------------------------------------------------------- |
|      | 8 Lead Pb               | Свинцово-кислотный аккумулятор      | Автомобильные аккумуляторы                                  |
|      | 9 или 19 Alkaline       | Щелочной элемент                    |                                                             |
|      | 10 NiCD                 | Никель-кадмиевый аккумулятор        |                                                             |
|      | 11 NiMH                 | Никель-металл-гидридный аккумулятор |                                                             |
|      | 12 Li Li-ion            | Литиевый элемент                    | Батареи мобильных телефонов, переносные зарядные устройства |
|      | 13 SO(Z)                | Серебряно-цинковый аккумулятор      |                                                             |
|      | 14 CZ                   | Марганцево-цинковый элемент         |                                                             |

## Японские символы
В японских символах переработки для большей наглядности стрелки выполняются не только в виде треугольников, но и в виде других фигур.
|  | Полиэтилентерефталат |
|  | Алюминий             |
|  | Бумага               |
|  | Пластмасса           |
|  | Металлы              |